# José Araquistáin
Pour les articles homonymes, voir Araquistáin.
José Araquistáin Arrieta, né le 4 mars 1937 à Azkoitia, était un joueur de football espagnol qui jouait gardien de but. Il a notamment joué au Real Madrid CF.

## Carrière
- 1961 - 1968 : Real Madrid

## Palmarès
Avec le Real Madrid :
- Champion d'Espagne en 1962, 1963, 1964, 1965, 1967 et 1968.
- Vainqueur de la Coupe d'Espagne en 1962.
- Vainqueur de la Coupe des clubs champions en 1966.